# アサヒドライゼロ
アサヒドライゼロ（Asahi DRY-ZERO）は、アサヒビール株式会社が製造販売しているノンアルコールの炭酸飲料（ビールテイスト清涼飲料。「NON-ALCOHOL BEVERAGE」とラベルに記載）。

## 概要
2012年2月21日に「アサヒドライゼロ」を発売。350ml缶と334ml瓶が発売されたが、瓶製品は、「スタイニーボトル」の復旧を断念したため、小瓶で販売されることになった。2013年6月5日に500ml缶を加え3種類が発売。アサヒビールにおいてノンアルコール飲料で主力商品の一つである。
アサヒは以前、アサヒ飲料との共同開発でノンアルコールビールの「アサヒポイントゼロ」を販売していたが、同業他社の「キリンフリー（2017年9月製造終了）」や「サントリーオールフリー」に売上など及ばず苦戦が続いていた。その売上低調の屈辱を晴らすため新たに開発したのがこの商品である。
2013年2月上旬製造分からリニューアルが実施され、原材料の使用比率を見直した。その際に、缶の右上には「さらにクリアな後味」と表記され、小瓶についてはネックラベルを銀色地から白地に変更し、下部に黒字で小さく書かれていた「ノンアルコール」の表記を赤字で大きく書き、メインラベルの左上には、従来は缶のみにデザインされていた「Alc. 0.00%」の帯を配し、ノンアルコールであることをより強調した。このリニューアルに際し、東日本の製造拠点を茨城工場から2年ぶりに福島工場に戻された（初代「ダブルゼロ」までは福島工場のみで製造していたが、2011年3月の東日本大震災で被災したことからダブルゼロのリニューアル時に茨城工場に移管）。
同年9月上旬製造分から2度目のリニューアルを実施。原材料の改良により泡持ちを向上するとともに、同社の発泡酒「アサヒスタイルフリー」や第三のビール「アサヒオフ」などの商品開発を通じて培ってきた技術を駆使して原材料の種類や配合を見直したことで糖質ゼロ・カロリーゼロ化した。
2014年6月10日には、黒いパッケージの黒ビールテイスト清涼飲料「アサヒドライゼロブラック」を発売した。黒ビールテイストのノンアルコール飲料自体は2012年5月23日にサッポロビールから「サッポロ プレミアム アルコールフリー ブラック」を発売し市販されているが、本品は黒ビールテイストのノンアルコール飲料で世界初となるカロリーゼロと糖質ゼロを実現した製品で、容量は350ml缶のみの設定である。
同年12月中旬以降に3度目（「アサヒドライゼロブラック」は初）のリニューアルを実施。原材料のバランスを見直してコクとキレを向上したほか、発売以来初めてパッケージデザインを刷新した。
2015年3月3日にはノンアルコール飲料で最少級となるプリン体0.0を実現した白いパッケージの「アサヒドライゼロフリー」が発売された。本品は350ml缶と500ml缶の2製品を設定する。
同年12月中旬以降に「アサヒドライゼロ」の4度目のリニューアルを実施。原材料を見直し、新たな香料を使用することでキレ・後味・のどごしを向上した。
2016年12月下旬以降に「アサヒドライゼロ」の5度目のリニューアルを実施。ホップによる苦みのバランスを調整した。また、2015年10月から2016年9月までの1年間でインテージSRIによるノンアルコールビールテイスト飲料市場での累計販売金額（SM・CVS・酒DS・一般酒店・業務用酒店・DRUG・ホームセンターの7つの業態での合計）でNo.1となったことを受け、瓶のラベルや缶のパッケージの左上に「売上No.1」のアイコンが表示された。その後、同分野の2016年における年間の累計販売金額でもNo.1となり、2015年まで5年連続でNo.1を保持していた「サントリーオールフリー」から初めて首位を奪った。
2017年1月下旬以降に「アサヒドライゼロフリー」のリニューアルを実施。甘味料を従来のアセスルファムKから天然素材のステビアに変えたことで「人工甘味料0」を実現した。
2018年1月下旬以降に「アサヒドライゼロ」の6度目のリニューアルを実施。原材料の配合及び素材の最適化が行われた。また、2017年の販売数量が大瓶20本換算で697万箱と歴代最高の販売数量が記録され、同分野における2017年の年間販売金額が2016年に続いて2年連続でNo.1を獲得したことから、缶やラベルに記載の「No.1」のアイコンがダブルで表記された。同年7月3日には「アサヒドライゼロ」の缶製品よりも炭酸を強めたブランド初のペットボトル製品「アサヒドライゼロスパーク」を期間限定で発売した。
2019年1月下旬以降に「アサヒドライゼロ」の7度目のリニューアルを実施。原材料の配合バランスが最適化され、炭酸ガスの強さが高められた。また、2018年の販売数量が大瓶20本換算で720万箱が記録され、歴代最高の販売数量を更新、同分野における2018年の年間販売金額が2016年・2017年に続いて3年連続でNo.1を獲得したことから、「売上No.1」のアイコンがゴールドに変更された。同年2月26日には、前年に期間限定品として発売されたペットボトル入りの「アサヒドライゼロスパーク」が通年製品化。通年製品化にあたり、炭酸を更に高め、「Asahi」ロゴや商品名を斜めに配するなど、パッケージデザインが刷新された。なお、アサヒビールが「東京2020ゴールドパートナー」で、「アサヒドライゼロ」が東京2020オリンピック・パラリンピック競技大会のオフィシャルノンアルコールビールテイスト飲料となっていることから、「アサヒドライゼロ」の缶の下側や瓶ラベルの左下、「アサヒドライゼロスパーク」のラベル下に「東京2020大会エンブレム」もデザインされた。同年8月6日には発売以来初の期間限定フレーバーとして「アサヒドライゼロライム」が発売された。
2020年1月下旬以降に「アサヒドライゼロ」の8度目のリニューアルを実施。原材料の配合の見直しにより味わいを強化。また、缶は裏面中央部分に、瓶は表ラベルに金帯で「東京2020オフィシャルノンアルコールビールテイスト飲料」の記載が入った。同年2月12日には350ml缶（6缶パックを含む）に春季限定で桜のイラストを配し、側面をピンクとした「スペシャルパッケージ」が設定された（中身は通常の「アサヒドライゼロ」と同一、完全予約受注制のため、取り扱いのない店舗がある）。同年6月30日には、冷涼感を感じる香料を使用した期間限定品「アサヒドライゼロ サマーショット」を発売。
同年12月中旬以降に「アサヒドライゼロ」の9度目のリニューアルを実施。麦の香りを感じられる香料を新たに使用。2021年1月26日には2020年に引き続き、350ml缶（6缶パックを含む）の「スペシャルパッケージ」が発売された（中身は通常の「アサヒドライゼロ」と同一、完全予約受注制のため、取り扱いのない店舗がある）。同年5月には福岡県の博多工場内に「アサヒドライゼロ」を含むビールテイスト飲料の生産設備が稼働したことにより、生産拠点は福島工場、茨城工場、吹田工場と合わせて4ヶ所となり生産体制が強化された。同年6月29日には夏季向けの期間限定品「アサヒドライゼロ サマーショット」が2020年に引き続き発売された。2022年2月1日には、2020年・2021年に引き続き、350ml缶（6缶パックを含む）の「スペシャルパッケージ」が発売された（中身は通常の「アサヒドライゼロ」と同一、2022年版ではパッケージ左下に様々な人々の状況や場面における"飲み方"の選択肢を拡大して多様性を受容できる社会の実現のために2020年12月から提唱し、通常品でも2021年7月上旬製造分から記載されている「スマドリ(SMART DRINKING)」のロゴマークが新たに記載される）。
2022年2月中旬以降に「アサヒドライゼロ」の10度目のリニューアルを実施。原材料の配合が見直されたほか、パッケージデザインも刷新された。同年6月28日には夏季向けの季節限定品「アサヒドライゼロ サマーショット」が2020年・2021年に引き続き発売。同年2月にリニューアルされた「アサヒドライゼロ」に準じてパッケージデザインが変更された。
またヨーロッパでは、チェコ・プラハにあるアサヒビールのヨーロッパ現地法人「アサヒ・ヨーロッパ&インターナショナル」が販売元となり、この「ドライゼロ」とほぼ同概念の商品として「アサヒスーパードライ0.0%」という銘柄を2023年1月より、まずイギリス・アイルランドを皮切りに販売を開始し、その後も8か国で販売する予定である（日本ではドライゼロとの棲み分けの都合で、スーパードライ0.0%としての発売予定はなし）。アサヒビールは世界的にビールテイスト飲料（ノンアルコールorローアルコールビール）の世界的な市場シェアの拡大を踏まえ、アサヒビールグループ全体でビールテイスト飲料の販売構成比の目標を掲げて、特にヨーロッパではこれを2030年度までに2割程度までにすることを目標に定めていることや、5つのグローバルブランドの拡大、特にスーパードライシリーズを最優先に掲げていることから、その顧客ニーズに対応し、スーパードライシリーズの世界戦略の推進に向けたステップアップの場を作るきっかけにするという。なお、この「スーパードライ0.0%」はスピンオフ元の「スーパードライ」共々、ワールドラグビーのオフィシャルビール飲料として認定され、ラグビーワールドカップ2023フランス大会にて、会場の観客や応援団にふるまわれている。

## 商品の特徴
- 既存のビールテイスト飲料と異なり麦汁を一切使用せずにビール成分を再現、余分な甘味や雑味を抑えることを可能にした。
- アサヒスーパードライと同じ氷点貯蔵製法を採用することでより一層すっきりした後味を実現し、同時にアルコール分0.00%に加えカロリーオフ（2013年9月のリニューアルよりカロリーゼロ・糖質ゼロ化）も実現[29]。
  - 麦汁不使用でドライ系の味という点では、2005年4月から2009年2月まで販売されていた第三のビールのアサヒ新生（後の新生3）に近いともいえる。こちらも大豆ペプチドを使用していた。
- 満足感ある飲みごたえと、すっきりと爽快である味わいが実現されている。
- ネーミングおよびパッケージは、アサヒスーパードライに類似。
- アサヒビール株式会社は、アルコール分0.00%なので法律上の問題はないと説明しているものの、20歳未満の方の飲用を推奨していない。販売店に対しても、酒類の売り場に置き、購入に際しては、身分証提示を求めるよう指導しているほか、パッケージには赤字で「この商品は20歳以上の方の飲用を想定して開発しました。」の記述がされている[30]。

### 製法
| 食物繊維 （米国製造又は仏国製造又は国内製造） |
| 大豆ペプチド                                  |
| ホップ                                        |
| 炭酸                                          |
| 香料                                          |
| 酸味料                                        |
| カラメル色素                                  |
| 酸化防止剤 （ビタミンC）                      |
| 甘味料 （アセスルファムK）                    |

| エネルギー | 0 kcal      |
| たんぱく質 | 0 g         |
| 脂質       | 0 g         |
| 糖質       | 0 g         |
| 食物繊維   | 0.4 - 1.4 g |
| 食塩相当量 | 0 - 0.04 g  |
| プリン体   | 0 - 1.0 mg  |

アサヒドライゼロは、麦汁を一切使用していない。
先述の通りアサヒスーパードライと同じ氷点貯蔵製造をしている。

## パッケージ問題
アサヒドライゼロは、同社が発売するビールの主力商品『アサヒスーパードライ』をあしらったようなパッケージであるため、発売前から誤飲を招くなどインターネット上で賛否の意見があった。同業他社の麒麟麦酒やサントリー酒類の経営陣からも異例の同業者批判的があり、大手5社が加盟するビール酒造組合が決めた「酒類の広告・宣伝および酒類容器の表示に関する自主基準」中の、「酒類の容器又は包装の表示に際しては、清涼飲料、果実飲料等の酒類以外の飲料と誤認されないよう、色彩、絵柄等に配意する」項目があるため、両社共に既存製品と極力類似しない製品を製造してきた故でもある。アサヒビール側としては明確に区別するために缶体中央の商品名より大きく「アルコールゼロ」の文字を入れると共に、アルコール「0.00%」を赤帯でわかりやすく表記。さらに既存のアルコール製品に「お酒」の文字を入れるなどの努力をしており、問題ないとし予定通り発売。発売後もパッケージが原因での誤飲報道もなく、発売前の批判とは裏腹に発売から2ヶ月足らずで累計販売箱数が大瓶換算値（633ml×20本）で100万箱を突破、発売初年度の売上は当初の販売目標の300万箱の約1.7倍にあたる502万箱に達するヒット製品となった。
その後しばらくはパッケージの大きな変更はなかったが、2014年12月にパッケージが刷新され、『アサヒスーパードライ』と区別化されることとなった。
2022年2月のリニューアルでパッケージデザインが2013年9月リニューアル時に近いデザインへ回帰されたが、「Asahi」ロゴが黒文字、その上に表記されている「Alc.0.00%」が赤文字となり、缶や瓶ラベルの左上と中央に記載の表記を赤地に白抜きの「ノンアルコール」に統一するなど変更がされており、左下に2013年9月改良時には無かった「スマドリ(SMART DRINKING)」のロゴが表記されている。

## CM

### イメージキャラクター
- 菅田将暉 - 2022年4月より出演[32]（グループ会社のアサヒ飲料が発売する「ウィルキンソン」との兼任）
- ジョージ・ウィリアムズ - CM末尾のアイキャッチ等の部分を担当。

### CMソング
- ドライゼロ
  - ファットボーイスリム「The Rockafeller Skank」
  - ジョーイ・ラモーン「What a Wonderful World」
  - アウル・シティー&カーリー・レイ・ジェプセン「Good Time」
  - マイケル・ブーブレ「It's A Beautiful Day」
  - MIYAVI「Afraid To Be Cool」
  - MAN WITH A MISSION「Dog Days」- 2017年から。
- ドライゼロフリー
  - オリー・マーズ「Wrapped Up ft. Travie McCoy」- 発売時。
- ドライゼロスパーク
  - King Gnu「Sorrows」